# Kronosztratigráfia
|                                                            | Eonotéma/Eon                           | Időtéma/Idő (éra)                                              | Rendszer/ időszak | ≈ Kezdete (millió év) |
| ---------------------------------------------------------- | -------------------------------------- | -------------------------------------------------------------- | ----------------- | --------------------- |
|                                                            | Fanerozoikum tart.: 542 millió év      |                                                                |                   |                       |
| Kainozoikum Földtörténeti újkor tartama: 65,5 millió év    | kvarter                                | 2,588-0                                                        |                   |                       |
| Kainozoikum Földtörténeti újkor tartama: 65,5 millió év    | neogén                                 | 23,03-2,588                                                    |                   |                       |
| Kainozoikum Földtörténeti újkor tartama: 65,5 millió év    | paleogén                               | 65,5-23,03                                                     |                   |                       |
| Mezozoikum Földtörténeti középkor tartama: 185,5 millió év | Kréta                                  | 145,5-65,5                                                     |                   |                       |
| Mezozoikum Földtörténeti középkor tartama: 185,5 millió év | Jura                                   | 199,6-145,5                                                    |                   |                       |
| Mezozoikum Földtörténeti középkor tartama: 185,5 millió év | Triász                                 | 251-199,6                                                      |                   |                       |
| Paleozoikum Földtörténeti ókor tartama: 291 millió év      | Perm                                   | 299-251                                                        |                   |                       |
| Paleozoikum Földtörténeti ókor tartama: 291 millió év      | Karbon                                 | 359,2-299                                                      |                   |                       |
| Paleozoikum Földtörténeti ókor tartama: 291 millió év      | Devon                                  | 416-359,2                                                      |                   |                       |
| Paleozoikum Földtörténeti ókor tartama: 291 millió év      | Szilur                                 | 443,7-416                                                      |                   |                       |
| Paleozoikum Földtörténeti ókor tartama: 291 millió év      | Ordovícium                             | 488,3-443,7                                                    |                   |                       |
| Paleozoikum Földtörténeti ókor tartama: 291 millió év      | Kambrium                               | 542-488,3                                                      |                   |                       |
| P R E K A M B R I U M                                      | Proterozoikum tart.: 1,958 milliárd év |                                                                |                   |                       |
| P R E K A M B R I U M                                      | Proterozoikum tart.: 1,958 milliárd év | Neoproterozoikum Új Proterozoikum tartama: 458 millió év       | Ediakarium        | 635-542               |
| P R E K A M B R I U M                                      | Proterozoikum tart.: 1,958 milliárd év | Neoproterozoikum Új Proterozoikum tartama: 458 millió év       | Kriogenium        | 850-635               |
| P R E K A M B R I U M                                      | Proterozoikum tart.: 1,958 milliárd év | Neoproterozoikum Új Proterozoikum tartama: 458 millió év       | Tonium            | 1000-850              |
| P R E K A M B R I U M                                      | Proterozoikum tart.: 1,958 milliárd év | Mezoproterozoikum Középső Proterozoikum tartama: 600 millió év | Stenium           | 1200-1000             |
| P R E K A M B R I U M                                      | Proterozoikum tart.: 1,958 milliárd év | Mezoproterozoikum Középső Proterozoikum tartama: 600 millió év | Ectasium          | 1400-1200             |
| P R E K A M B R I U M                                      | Proterozoikum tart.: 1,958 milliárd év | Mezoproterozoikum Középső Proterozoikum tartama: 600 millió év | Calymmium         | 1600-1400             |
| P R E K A M B R I U M                                      | Proterozoikum tart.: 1,958 milliárd év | Paleoproterozoikum Korai Proterozoikum tartama: 900 millió év  | Statherium        | 1800-1600             |
| P R E K A M B R I U M                                      | Proterozoikum tart.: 1,958 milliárd év | Paleoproterozoikum Korai Proterozoikum tartama: 900 millió év  | Orosirium         | 2050-1800             |
| P R E K A M B R I U M                                      | Proterozoikum tart.: 1,958 milliárd év | Paleoproterozoikum Korai Proterozoikum tartama: 900 millió év  | Rhyacium          | 2300-2050             |
| P R E K A M B R I U M                                      | Proterozoikum tart.: 1,958 milliárd év | Paleoproterozoikum Korai Proterozoikum tartama: 900 millió év  | Siderium          | 2500-2300             |
| P R E K A M B R I U M                                      | Archaikum tart.: 1,500 milliárd év     | Neoarchaikum tart.: 300 millió év                              |                   | 2800-2500             |
| P R E K A M B R I U M                                      | Archaikum tart.: 1,500 milliárd év     | Mezoarchaikum tartama: 400 millió év                           |                   | 3200-2800             |
| P R E K A M B R I U M                                      | Archaikum tart.: 1,500 milliárd év     | Paleoarchaikum tartama: 400 millió év                          |                   | 3600-3200             |
| P R E K A M B R I U M                                      | Archaikum tart.: 1,500 milliárd év     | Eoarchaikum tartama: 400 millió év                             |                   | 4000-3600             |
| P R E K A M B R I U M                                      | Hadaikum tart.: 600 millió év          |                                                                |                   | 4600-4000             |

A kronosztratigráfia (kronos=idő (gr.); stratum=réteg(lat.)) vagy "időrétegtan" a geológiai képződmények megkülönböztetésével és csoportosításával foglalkozó tudománynak, a rétegtannak résztudománya. Célja a kőzetek képződési korának meghatározása a kőzetből vett minták alapján. A kronosztratigráfia segítségével az egymástól jól elkülöníthető kőzetek (lásd: kőzetrétegtan) képződésének időtartama is meghatározható. Ezek alapján a képződmények kronosztatigráfiai egységekbe sorolhatók, amelyek hierarchikus rendszert alkotnak. Ezek eonotéma, időtéma (ératéma), rendszer, sorozat, emelet, alemelet és kronozóna néven ismertek.

 Az abszolút kor alapvetően a geológiai képződmények keletkezési idején fosszilizálódott geokémiai környezet vizsgálatával határozható meg.

## Módszerek
Az abszolút kormeghatározás módszerével a geokémia tudományterülete foglalkozik. Általában a kémiai izotópok arányát vizsgálja, amelyek a földtörténet során, vagy az kőzetalkotó ásványok kristályosodása óta megváltoznak, de más módszerek is léteznek. Ismertebb módszerek:
- A radioaktív izotópos módszerek általában magmás kőzetek keletkezési korának, metamorf kőzetek átalakulási idejének meghatározására, vagy üledékes kőzetek lepusztulási területének vizsgálatára alkalmazhatók a földtanban, de a  régészeti leletek (pl.: égetett agyagedények) korának meghatározására is használhatók:

- U/Th
- Pb/Pb
- Sm/Nd
- Rh/Os

- A stabil izotópos módszerek a földtörténeti közelmúlt (pleisztocén-holocén) eseményeit mutatják ki:

- 13C/12C (egykori klimatikus viszonyok, légköri CO2 vizsgálata)
- 16O/18O (egykori hőmérsékleti viszonyok kimutatása)

- Termolumineszcens módszerekkel üledékes kőzetek betemetődési korát lehet vizsgálni.
- A hasadványnyom-módszerrel (angolul fission track analysis) módszerrel az atommagok hasadásának nyomaiból, illetve azok gyakoriságából következtethető ki a kőzetek 238U izotópot tartalmazó kristályainak bizonyos, ún. záródási hőmérséklet alá hűlésének kora, illetve a nyomok hossz-eloszlásából a befoglaló kőzettest hőtörténetére következtethetünk.

## A kronosztratigráfia és a geokronológia fogalmak elkülönítése
A két fogalom, de különösen a hozzájuk tartozó elnevezési gyakorlat könnyen összekeverhető még a földtudományokban járatosak számára is, mivel a kronosztratigráfiai egységek és a földtörténeti korok nevei megegyeznek, csupán a hierarchikus nevezéktani kategóriák különböznek (l. táblázat). A megkülönböztetés azért szükséges, mert a kronosztratigráfia (vagy időrétegtan) a kőzetekkel a geokronológia (vagy földtörténet) viszont az eltelt idővel foglalkozik. Egy időbeli fogalomról pedig nem lehet ugyanolyan értelemben beszélni, mint egy szikláról.
Például hivatkozhatunk a felső pleisztocén rétegsorra, ha a kavicsos folyami üledékekről vagy a lerakódott löszről beszélünk, de a Würm-glaciális a késő pleisztocén folyamán történt.
A kronosztratigráfiai táblázat tehát a Föld fejlődéstörténete során képződött kőzetekre, a geokronológiai skála pedig az eltelt időre vonatkozó hierarchikus megnevezések táblázatos gyűjteménye.
A táblázat feltünteti az idő-, vagy rétegtani egységek kezdetét és végét, valamint jellegzetes megkülönböztető színekkel szemlélteti azokat. Ezek a színek nemzetközileg elfogadott színek, amelyeket földtani térképeken és szelvényeken is alkalmaznak, de különböző kiadványok más-más színárnyalattal jellemezhetnek azonos korokat.